# Missions espanyoles a la península de la Baixa Califòrnia

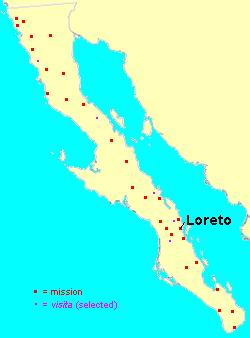
Ruta de les missions a la Baixa Califòrnia.

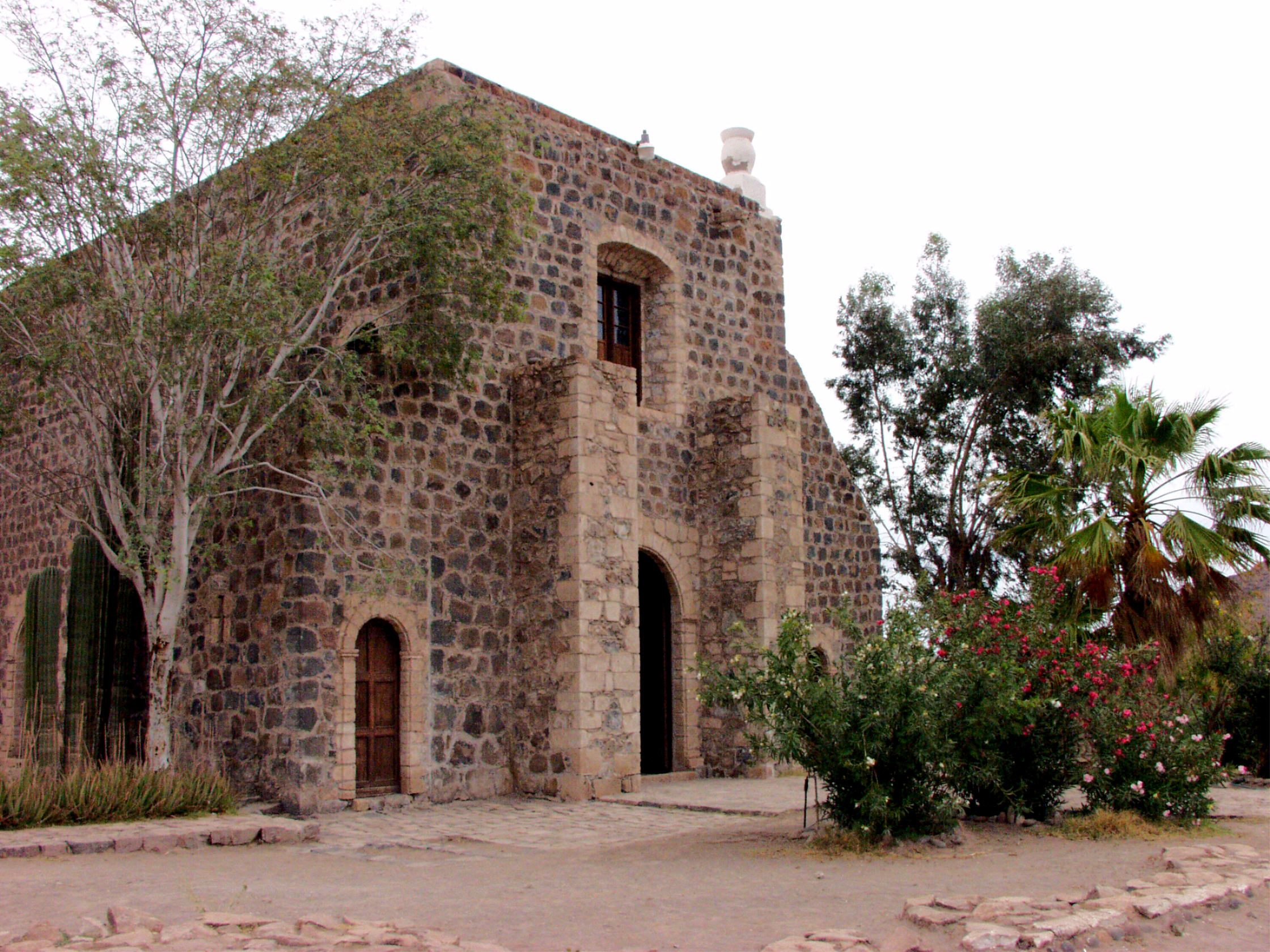
Missió de Santa Rosalía de Mulegé a la península de Baixa Califòrnia

Les missions espanyoles de la península de Baixa Califòrnia van ser el conjunt de missions que els religiosos de la Companyia de Jesús, l'Orde de Frares Menors i l'Orde dels Predicadors van fundar a la península de Baixa Califòrnia a partir de finals del segle xvii amb l'objectiu d'evangelitzar els indis pericús, guaicures i cochimís

## El primer intent va acabar en fracàs
Després del fracàs d'Hernán Cortés en el seu intent de fundar una colònia a la Bahía de la Santa Cruz, avui en dia La Paz (Mèxic), van haver de passar més de 150 anys de fracassats intents de colonitzar la península de Baixa Califòrnia. El 1683 un petit grup d'europeus i habitants de la Nova Espanya, van posar peu a la península per fundar-hi missions entre indis pericús, guaicures i cochimís.
La Missió de Sant Bruno va ser el primer assentament missional jesuïta de la Península de Baixa Califòrnia. Va ser fundada el 1683 pels sacerdots missioners jesuïtes Eusebio Francisco Kino, Matías Goñi i Juan Bautista Copart, a uns 20 km al nord de la ciutat de Loreto (Baixa Califòrnia Sud).
Però l'aridesa del clima els va assecar l'aigua i les collites, i amb ells el gran somni. El 1685, l'almirall Isidro de Atondo y Antillón va sotmetre a votació l'abandó d'aquella empresa californiana finançada per la Corona espanyola. El Pare Kino s'hi va oposar en va. Es van donar ordres de salvar tot allò que espogués carregar en els vaixells, van embarcar i els tebis vents van allunyar les naus de les inhòspites terres de la península. El somni de Kino de convertir els natiusal cristianisme i crear un rosari de missions a la península va arribar a la seva fi. Altres missioners serien els que amb la creu a la mà colonitzarien aquell territori.

## El segon intent es va veure coronat per l'èxit
El dia 19 d'octubre de 1697, un altre grup reduït a les ordres del pare superior Joan Maria de Salvatierra va desembarcar de la galiota "Santa Elvira" a la badia de Sant Dionisio, en un lloc situat a 26° de latitud nord que els nadius anomenaven Conchó, que significa mangle vermell en llengua nativa. Van prendre possessió del lloc que amb el temps es coneixeria com el Real de Loreto. Els primers dies de la seva estada els pares missioners van alçar una carpa que servia de capella, al davant de la qual van col·locar una creu de fusta. El dia 25 d'octubre van portar-hi en processó solemne la imatge de la Verge de la Mare de Déu de Loreto i van proclamar aquesta terra com territori espanyol. Així va començar a existir la missió que porta aquest nom i que seria considerada Cap i Mare de les Missions de l'Alta i Baixa Califòrnia.

## La colonització de les Califòrnies
Els jesuïtes van treballar intensament per cristianitzar els nadius, establint un rosari de missions a la península. En aquests assentaments es van instal·lar colons procedents de Mèxic i Europa que, treballant braç a braç amb els nadius conversos, van posar els fonaments del que amb el temps serien ciutats i pobles.
Altres ordes religiosos van afegir-se a la tasca missionera dels jesuïtes, seguint la petja que els jesuïtes amb la creu a la mà havien obert a la península de Baixa Califòrnia.

## L'expulsió dels jesuïtes
El poder i la influència de la Companyia de Jesús, va ocasionar la seva expulsió dels dominis espanyols en 1767 per Carles III d'Espanya. Així va arribar a la seva fi l'obra dels jesuïtes a Les Califòrnies, i la pèrdua del control que tenien sobre el "Fons Piadós de les Califòrnies", dotat per diversos particulars, entre els quals podem destacar al Marquès de Villapuente de la Penya, la Marquesa de les Torres de Rada i la Duquessa consort de Béjar i Gandia, que es va instituir a per la colonització i evangelització de les Califòrnies, comptant amb un importantíssim capital en efectiu i nombroses hisendes. El Capital que constituïa el Fons, va ser disputat posteriorment per l'estat mexicà i els Estats Units, en una controvèrsia que es va dirimir a la Cort Internacional de Justícia de La Haia.